# 리베르타 교

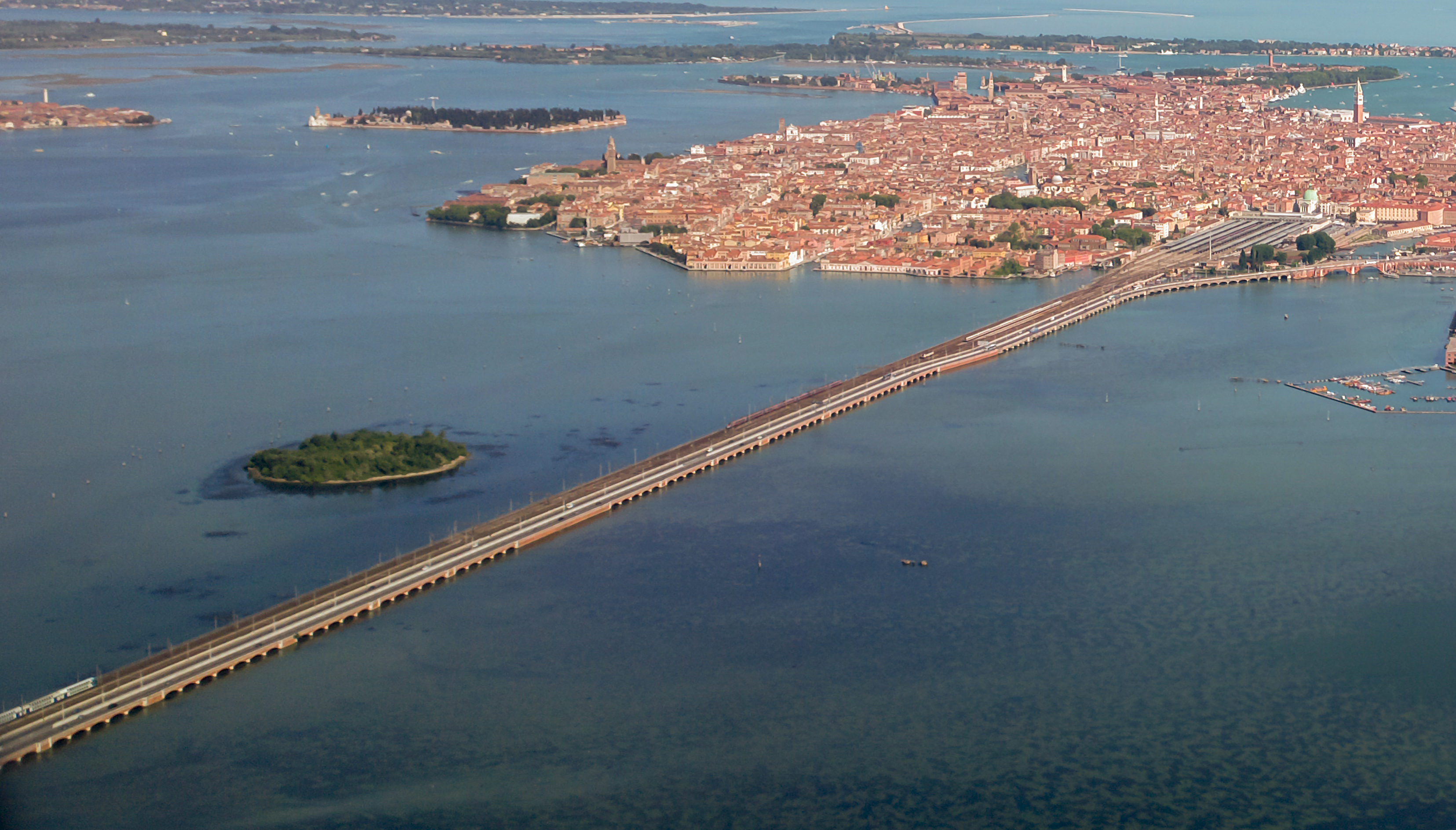
리베르타 교

리베르타 교(이탈리아어: Ponte della Libertà "자유의 다리"[*])는 베네치아와 본토의 메스트레 지역을 잇는 도로 교량이다.